# Grab von Kato Phournos

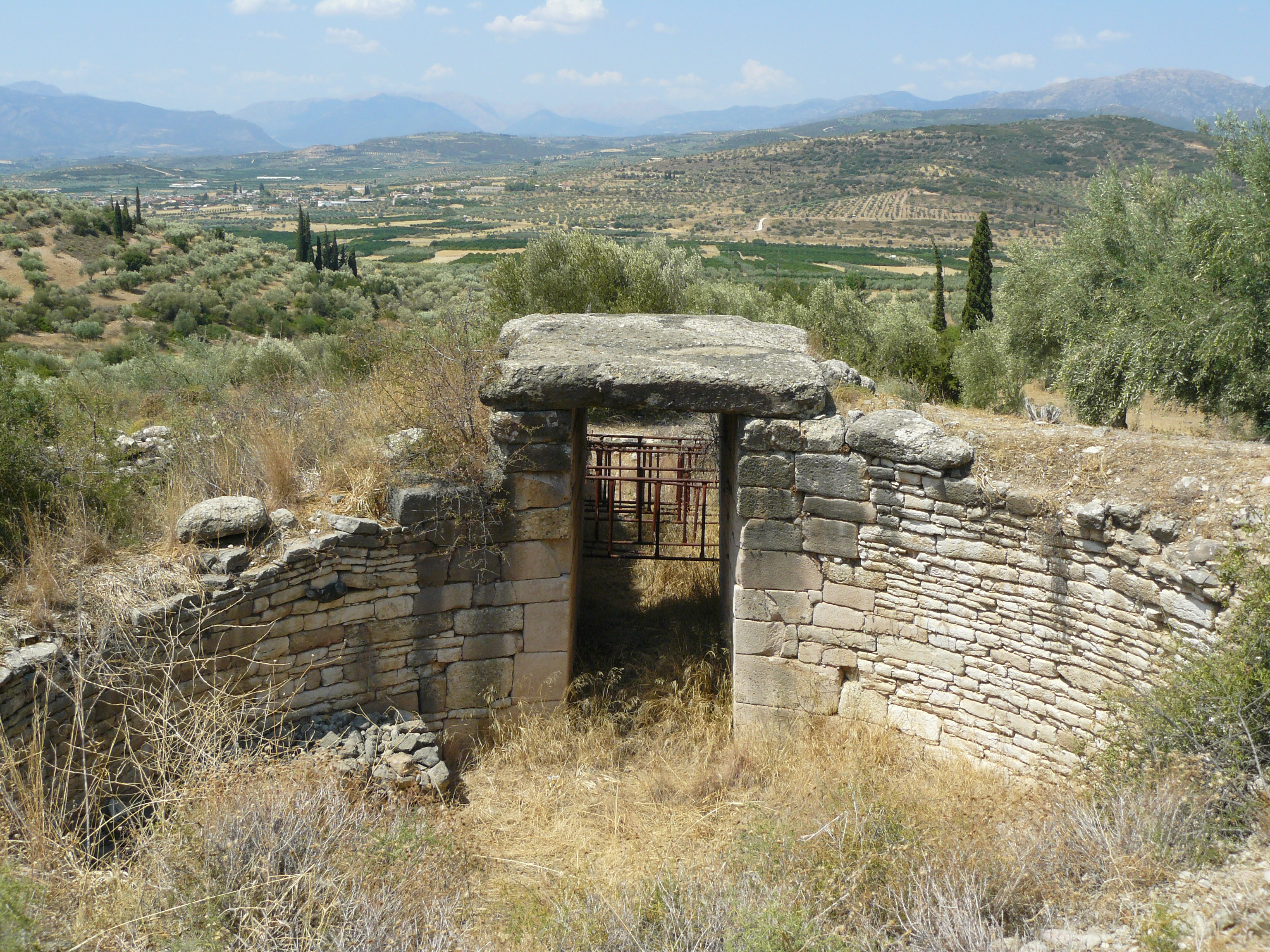
Tor und Tholos des Grabes von Kato Phournos

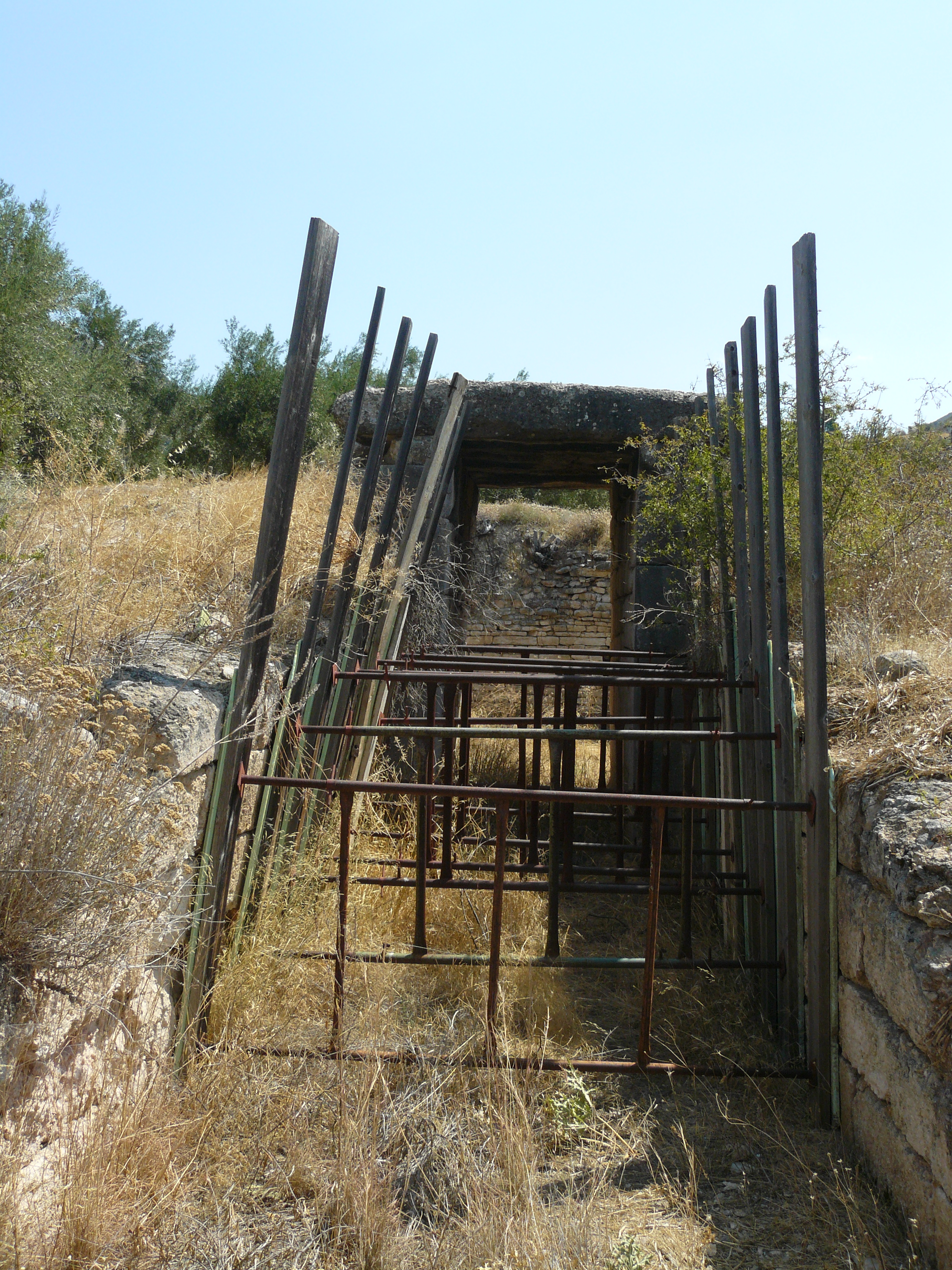
Dromos und Tor des Grabes von Kato Phournos

Grab von Kato Phournos (griechisch Κάτω Φούρνος = Unterer Ofen) wird ein Tholosgrab in Mykene genannt. Benannt wurde das Grab nach dem gleichnamigen Fundort und dieser war wiederum nach dem Tholosgrab selbst benannt, das die Bauern früher Phournos (griechisch φούρνος = Ofen) nannten. Das Tholosgrab liegt am westlichen Abhang des Panagitsa-Hügels etwa 600 m westlich der Oberstadt von Mykene. Nach der Klassifizierung von Alan Wace gehört es zur zweiten Tholos-Gruppe und datiert in die Späthelladische Zeit (SH II A-B). Es wurde zwischen 1460 und 1400 v. Chr. errichtet.

## Beschreibung
Der zum Teil noch erhaltene Zuweg (Dromos) war ursprünglich 12 m lang und 3 m breit und wurde von zwei aus behauenen Porosquadern errichtete Mauern, die leicht nach innen geneigt waren, flankiert. Der westlich Anfang des Dromos verfügte über eine niedrige Sperrmauer aus demselben Baumaterial. Das Tor ist 4 m hoch und etwa 2 m breit, wobei die Breite von unten nach oben leicht abnimmt. Die Fassade wurde sorgfältig aus Quadern aus feinkörnigem Konglomerat errichtet und hatte keinen Zierrahmen. Auch die Seitenwände des 4 m langen Torwegs (Stomion) wurden aus Konglomeratblöcken errichtet. Den oberen Abschluss bildeten drei große Steinplatten aus Konglomerat. Sie sind sehr viel breiter als der Torweg. Dies trug zur Stabilität der Konstruktion bei, da hierdurch die Traglast auf eine größere Fläche verteilt wurde. Die Ähnlichkeit zur Panagia-Tholos lässt darauf schließen, dass es über den Deckbalken früher ein Entlastungsdreieck gab. Alle für den Bau des Grabes verwendeten Steine wurden mit Hammer und Meißel bearbeitet, kein Stein trug Spuren von Sägearbeiten.
Die schon lange eingestürzte Kuppel hat einen Durchmesser von etwa 10 m und war ursprünglich etwa 9 m hoch. Heute sind die Mauern noch 4 m hoch erhalten. Die unterste Steinschicht wurde aus Steinquadern aus Konglomerat gebaut. Darauf wurde die Tholos aus kleineren, flachen Steinen aus Kalkstein und einigen Konglomeratblöcken in Kragbauweise errichtet. Die Bauweise erinnert stark an das ältere Grab des Aigisthos, jedoch wurden die Steine sorgfältiger behauen, was wesentlich zur Stabilität der Kuppel beitrug. Der Boden des Dromos, des Stomion und der Tholos bestand aus Fels. Im Süden der Kuppel wurde ein 5 m langer, 2 m breiter und 1 m tiefer Grabschacht in den Felsboden gegraben.
Das Grab, das nur zum Teil unterirdisch lag, hatte eine Kuppel, die mit Erde bedeckt war und sich etwa 5 m über dem umgebende Gelände erhob. Hierdurch war es leicht aufzuspüren und fiel wahrscheinlich schon in der Antike Grabräubern zum Opfer. Da der Dromos akut einsturzgefährdet ist und durch Querstreben gestützt werden muss, kann das Grab nicht betreten werden.

## Erforschung und Funde
Als die ersten westlichen Reisenden nach Mykene kamen, war dieses Grab bereits bekannt. 1893 führte der griechische Archäologe Christos Tsountas Grabungen durch. An Funden hielt er nur eine archaische weibliche Terrakotta-Statuette (heute im Archäologischen Nationalmuseum in Athen, Inv.-Nr. NAMA 3071) erwähnenswert. 1922 leitete Alan Wace eine neue Grabungskampagne. Hierbei wurde der Dromos, die Tholos und der Aushub, den Tsountas aus dem Grab geschafft hatte, untersucht. Der Grabschacht wurde nicht mit in die Grabung einbezogen.
Im Dromos fand Wace 17 Tonscherben von Palaststil-Amphoren und zwei weitere SH II-Scherben, außerdem 15 Scherben von späthelladischer Keramik, die er hauptsächlich SH III zuordnete und eine weitere archaische, weibliche Terrakotta-Statuette. Die zwei Tonscherben im Palaststil, die er in der Tholos fand, gehören zu einer Amphore, von der er bereits scherben im Dromos freigelegt hatte. In dem Aushub fand man aus SH II 16 Palaststil-Scherben und 28 Bruchstücke von kleinen Vasen und 6 von unbemalten Gefäßen und 61 späthelladische Scherben, die meist aus SH III stammten. Anhand dem Baustil und der Keramik datierte er das Grab etwa in die zweite Hälfte von SH II.